# Niederroßla
Niederroßla – dzielnica gminy Ilmtal-Weinstraße w Niemczech, w kraju związkowym Turyngia, w powiecie Weimarer Land. Do 30 grudnia 2013 samodzielna gmina wchodzą w skład wspólnoty administracyjnej Ilmtal-Weinstraße.

## Współpraca
Miejscowość partnerska:
- Weisenheim am Sand, Nadrenia-Palatynat